# Štefan Tarkovič
Štefan Tarkovič [štěfan] (* 18. února 1973 Prešov) je slovenský fotbalový trenér, funkcionář a bývalý hráč. Od října 2020 do 7. června 2022 vedl slovenskou fotbalovou reprezentaci, kterou převzal po Pavlu Hapalovi. V pondělí 24. dubna 2023 se stal trenérem kyrgyzské fotbalové reprezentace.

## Hráčská kariéra
Prešovský rodák a odchovanec se v roce 1992 přesunul do Bratislavy, kde nastupoval za mužstva Doprastav, Tatran Devín, Artmedia Petržalka, Spoje a Matadorfix s krátkou přestávkou ve Svätém Juru.

## Trenérská a funkcionářská kariéra
Začínal jako hrající asistent trenéra v klubech Spoje Bratislava (1994–1996), ŠK Svätý Jur (1997) a Matadorfix Bratislava (1997–1998). V letech 1997–2002 vedl slovenskou ženskou reprezentaci do 19 let a zároveň byl asistentem u slovenské ženské reprezentace. Od roku 2000 pracoval jako skaut pro slovenské reprezentační výběry do 19 let, do 20 let, do 21 let a seniorskou reprezentaci. V roce 2005 byl asistentem trenéra v klubu Baniyas SC ze Spojených arabských emirátů. Po návratu na Slovensko působil jako asistent trenéra v Tatranu Prešov (2006–2008), trénoval slovenskou reprezentační „osmnáctku“ a zároveň asistoval u reprezentační „devatenáctky“ (2009–2011). V sezoně 2010/11 debutoval jako trenér ve slovenské lize, v níž vedl MFK Košice a posléze Tatran Prešov (podzim 2011). V letech 2012–2013 byl asistentem trenéra v MŠK Žilina (mistr ligy v ročníku 2011/12), který vedl jako hlavní trenér na jaře 2013. Od roku 2013 asistoval Jánu Kozákovi st. u slovenského reprezentačního A-mužstva (mj. na ME 2016) a po Kozákově rezignaci vedl národní mužstvo v zápase se Švédskem (16. října 2018). Poté se slovenské reprezentace ujal Pavel Hapal (2018–2020), po jehož odvolání v říjnu 2020 se trenérem stal Štefan Tarkovič. Je držitelem trenérské licence UEFA Pro. Po domácí porážce Slovenska od Kazachstánu (0:1) byl v úterý 7. června 2022 odvolán. V pondělí 24. dubna 2023 se stal trenérem kyrgyzské fotbalové reprezentace.
Působil také jako sportovně-technický ředitel MFK Košice (2008–2011), ředitel mládežnické akademie MŠK Žilina (2012–2013) a od roku 2019 jako technický ředitel Slovenského fotbalového svazu.